# Voetbalbond van de Duitse Democratische Republiek
De DFV of het Deutsche Fußball-Verband (Nederlands: Duitse voetbalbond) was de voetbalbond van de Duitse Democratische Republiek (DDR).
Na het ontstaan van de DDR werd in 1950 de DFV opgericht als Sektion Fußball van de sportkoepel (Deutscher Sportausschuss) van de DDR. In 1952 werd de bond lid van de FIFA en in 1954 hoorde de bond bij de oprichters van UEFA. Op 17 en 18 mei 1958 werd het Deutsche Fußball-Verband in Oost-Berlijn opgericht als opvolger van de Sektion Fußball.
De DFV was onder meer verantwoordelijk voor de DDR-Oberliga, de hoogste liga in de DDR, de FDGB-Pokal en het voetbalelftal van de Duitse Democratische Republiek. Het belangrijkste succes voor het Oost-Duitse voetbal was de overwinning bij het Wereldkampioenschap voetbal 1974 tegen het West-Duits voetbalelftal.
Op 20 november 1990 werd het Deutsche Fußball-Verband opgeheven. De 4.412 verenigingen gingen over naar de Duitse voetbalbond.
Betaald voetbal: Bundesliga · 2. Bundesliga · 3. Liga · Regionalliga Nord · Regionalliga Nordost · Regionalliga West ·  Regionalliga Südwest · Regionalliga Bayern

Bekervoetbal: DFB-Pokal · Ligapokal · DFB-Supercup · DFB Hallen Pokal

Amateurvoetbal · Duitse voetbalbond · Nationaal elftal · Bondscoaches
DFV · Kwalificatiewedstrijden · A-internationals · Bondscoaches · Statistieken · DDR vrouwenelftal · DDR U21 · DDR U20 ·  DDR U18 · DDR U16
1952 – 1959 · 
1960 – 1969 · 
1970 – 1979 · 
1980 – 1990
WK 1974
OS 1964 · 
OS 1972 · 
OS 1976 · 
OS 1980
1952 · 
1953 · 
1954 · 
1955 · 
1956 · 
1957 · 
1958 · 
1959 ·
1960 · 
1961 · 
1962 · 
1963 · 
1964 · 
1965 · 
1966 · 
1967 · 
1968 · 
1969 ·
1970 · 
1971 · 
1972 · 
1973 · 
1974 · 
1975 · 
1976 · 
1977 · 
1978 · 
1979 ·
1980 · 
1981 · 
1982 · 
1983 · 
1984 · 
1985 · 
1986 · 
1987 · 
1988 · 
1989 · 
1990
Albanië ·
Algerije ·
Argentinië ·
Australië ·
België ·
Bolivia ·
Brazilië ·
Bulgarije ·
Canada ·
Chili ·
Colombia ·
Cuba ·
Denemarken ·
Duitsland ·
Ecuador ·
Egypte ·
Engeland ·
Finland ·
Frankrijk ·
Ghana ·
Griekenland ·
Guinee ·
Hongarije ·
IJsland ·
Indonesië ·
Irak ·
Italië ·
Joegoslavië ·
Koeweit ·
Luxemburg ·
Mali ·
Malta ·
Marokko ·
Mexico ·
Myanmar ·
Nederland ·
Noorwegen ·
Oostenrijk ·
Polen ·
Portugal ·
Roemenië ·
Schotland ·
Sovjet-Unie ·
Spanje ·
Sri Lanka ·
Tsjecho-Slowakije ·
Tunesië ·
Turkije ·
Uruguay ·
Verenigde Staten ·
Wales ·
Zweden ·
Zwitserland